# 乘丘之战
乘丘之战，是指公元前684年（周庄王十三年、鲁庄公十年、齐桓公二年、宋闵公八年），鲁庄公率军在乘丘（今山东省济宁市兖州区境）击败齐国、宋国联军的作战。
长勺之战之后，前684年六月，齐、宋两国联兵攻鲁国，侵入鲁都曲阜附近的郎地（今山东省曲阜市附近）。鲁国公子偃建议鲁庄公发兵首先进攻战斗力较弱的宋军，若击败宋军，齐军也会不战而退。鲁庄公没有采纳他的建议。公子偃擅自率军出曲阜南门，进击宋军。鲁军以虎皮蒙在战马身上，进攻敌军，以惊吓宋军人马。鲁庄公闻讯，怕公子偃有失，也率主力跟进。鲁军最终在乘丘击败宋军，俘获宋国大夫南宫长万。齐军见宋军败走，不战而退。